# The Burning Times
The Burning Times es un documental canadiense de 1990 que presenta un relato feminista de los juicios por brujería de la Europa moderna temprana. Fue dirigida por Donna Read y escrita por Erna Buffie, y presenta entrevistas con notables feministas y neopaganas, como Starhawk, Margot Adler y Matthew Fox.
The Burning Times es la segunda película de la serie Mujeres y espiritualidad del National Film Board of Canadá, después de Goddess Remembered (1989) y anterior a Full Circle (1993).
El tema musical de apertura y cierre, compuesto por Loreena McKennitt, fue lanzado como la canción titulada Tango to Evora en su álbum de 1991, The Visit.

## Crítica

### Número de mujeres asesinadas
En la película, Thea Jensen llama a este período de la historia un «Holocausto de mujeres». Señala que se desconoce el número total de víctimas, pero que la cifra elevada que se suele dar es de nueve millones de muertes, en un período de 300 años o más. De lo contrario, las estimaciones académicas «altas» rondan los 100 000, aunque las estimaciones más comunes son de alrededor de 60 000. La cifra de nueve millones, según los estudios modernos, tiene su origen en un artículo de 1784 de Gottfried Christian Voigt, en el que estima la cifra de 9 442 994 ejecuciones entre los años 600 y 1 700 D.C. (un período de 1 100 años) sin respaldo de ninguna evidencia.

### Críticas a la Iglesia Católica
Según William Donohue y Robert Eady de la Liga Católica de Derechos Civiles, la película es inexacta en otros aspectos, por ejemplo, ubica a Tréveris en Francia en lugar de Alemania y data allí una cruz de piedra que se registra que fue erigida entre el 958 D.C. y el 1 132 D.C. sin más explicaciones. La cruz se muestra como «símbolo de un nuevo culto religioso que se extendía por Europa», a pesar de la presencia cristiana desde el año 286. Eady, miembro de la Liga en Canadá, citó a la película en una queja a los reguladores de radiodifusión, mencionando en particular su ofensa por el mensaje que se transmite en la película: «la Iglesia necesitó doscientos años de terror y muerte para transformar la imagen del paganismo en adoración al diablo, y la cultura popular en herejía». Eady describe el documental como propaganda destinada a representar a la Iglesia cristiana como «una institución malvada, patriarcal y misógina». Jack Kapica añadió: "Las mujeres tienen quejas genuinas contra la Iglesia. Sin embargo, The Burning Times no va a ayudar a su causa".